# El Castell (Tavertet)
El Castell és una masia de Tavertet (Osona) inclosa a l'Inventari del Patrimoni Arquitectònic de Catalunya.

## Descripció
Masia ampliada i restaurada a finals del segle xx. És de planta rectangular, i està coberta a dues vessants amb el carener perpendicular a la façana situada a migdia. El vessant oest de la coberta és més prolongada. Presenta un annex modern amb una galeria a la façana nord. A la façana oest hi ha un porxo al primer pis. Algunes finestres tenen els emmarcaments de pedra picada.

## Història
Masia situada prop del possible castell dels Tavertet, en el Puig de la Fossa. Hi ha notícies que els senyors de Tavertet hi havia residit al segle xiv, fugint de les incomoditats del castell. La trobem registrada en els fogatges del "Castell y terme de Tavertet foguejat a 5 de octubre 1553 per Joan Montells balle, Pere Closes y Climent Parareda promens com apar en cartes 223" on consta un tal "Miguell Castell alias Torrent".